# Euxoa conformis
Euxoa conformis är en fjärilsart som beskrevs av Charles Boursin 1931. Euxoa conformis ingår i släktet Euxoa och familjen nattflyn. Inga underarter finns listade i Catalogue of Life.